# Florian Hollard
Pour les articles homonymes, voir Hollard et Monod.
Florian Hollard, né le 8 janvier 1926 à Montrouge, est un musicien, professeur de musique et chef d'orchestre français.

## Biographie
Florian Hollard est le fils du résistant Michel Hollard, qui était le fils du chimiste Auguste Hollard, et de Pauline Monod (1866-1947).
Il dirige durant plusieurs années l'Orchestre symphonique de Tours et est professeur au conservatoire régional de cette ville. Il est maître de chapelle de l'église protestante de l'Oratoire du Louvre à Paris, et professeur à l'École normale de musique,.
Il est l'auteur d'un livre sur son père, Michel Hollard, dont les activités de résistance ont permis le démantèlement, par l'armée britannique, d'une rampe de lancement de fusées V1. Il consacre un article au musicien Anton Bruckner dans l'Encyclopædia Universalis.
Il s'est marié avec Jeannine Devaux. Ils ont eu deux enfants, Olivier Hollard et Florence d'Estienne du Bourguet.

## Distinctions
- Croix de guerre 1939-1945[réf. nécessaire]
- Chevalier de la Légion d'honneur (2015)[8].

## Publications
- Michel Hollard, le Français qui a sauvé Londres, Paris, Le Cherche midi, 2005, 315 p.[2].
- Florian Hollard, « Bruckner (Anton) 1824–1896 », dans Encyclopædia Universalis, t. 3 : Corpus, Paris, 1985 (ISBN 2-85229-282-3)[9].